# Cantonul Baïgura et Mondarrain
Cantonul Baïgura et Mondarrain este un canton francez din departamentul Pyrénées-Atlantiques.

## Istorie
Un nou decupaj teritorial al departamentului Pyrénées-Atlantiques a intrat în vigoare în 2015. Acesta a fost definit prin decretul din 25 februarie 2014, în aplicarea legilor din 17 mai 2013 (legea organică 2013-402 și legea 2013-403).
Cantonul Baïgura și Mondarrain este format din comunele fostelor cantoane Espelette (5 comune), Ustaritz (3 comune) și Hasparren (2 comune). Acesta este situat în întregime în arondismentul Bayonne, iar centrul cantonal se află în Cambo-les-Bains.

## Compoziție
- Cambo-les-Bains (reședință)
- Espelette
- Halsou
- Hasparren
- Itxassou
- Jatxou
- Larressore
- Louhossoa
- Macaye
- Souraïde

## Date demografice
În 2021, cantonul avea 25.399 locuitori, înregistrând o creștere de +6,27% față de 2015 (Pyrénées-Atlantiques: +3,43%, Franța fără Mayotte: +1,84%).